# Artabotrys aurantiacus
Artabotrys aurantiacus är en kirimojaväxtart som beskrevs av Adolf Engler och Friedrich Ludwig Diels. Artabotrys aurantiacus ingår i släktet Artabotrys och familjen kirimojaväxter. Utöver nominatformen finns också underarten A. a. multiflorus.